# Quartier du Faubourg-Saint-Denis
Le quartier du Faubourg-Saint-Denis est le 38e quartier administratif de Paris dans le Xe arrondissement. Ce quartier inclut la rue du Faubourg Saint-Denis située dans le prolongement de la rue Saint-Denis et menant à la basilique de Saint-Denis.

## Situation et accès

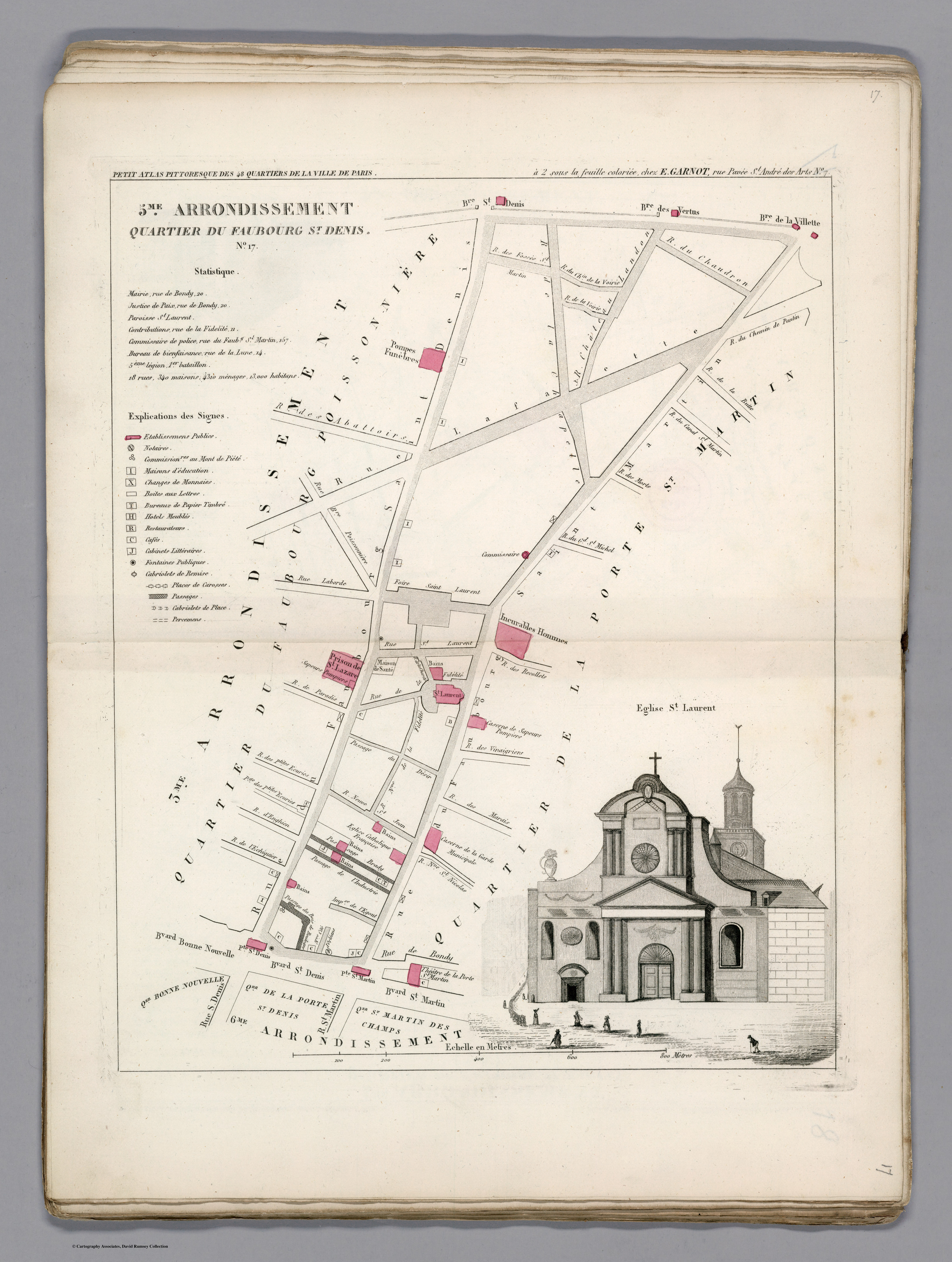
Plan du quartier du Faubourg Saint Denis dans l'ancien 5e arrondissement en 1834.

## Origine du nom
Le faubourg renvoie à un village en dehors de la ville, plus précisément en dehors de ses remparts. Le terme est issu de l'ancien français « fors », issu du latin foris, « en dehors » et de borc, « bourg », forsborc vers 1200, forbours vers 1260,.

## Historique
La naissance des faubourgs parisiens remonte à Philippe Auguste. Il décide d'agrandir Paris et annexe les fiefs qui se trouvaient à proximité. Il crée alors une enceinte autour de la ville. L'argent et les marchandises passent par des faubourgs autour de onze portes. Le faubourg Saint-Denis se développe autour des seconds remparts de la ville. En effet, elle se développe vite et en 1356, l'enceinte est repoussée, de nouveaux faubourgs voient le jour dont celui-ci.
Le quartier est à l'origine était marécageux et boisé. À partir du XIIe siècle, le terrain est progressivement drainé. Il se construit autour de deux institutions religieuses dès le Moyen Âge. Le couvent de Saint-Lazare et l’église Saint-Laurent. La rue de Saint-Denis est la rue qu'empruntaient les rois de France pour entrer dans Paris ainsi que les voyageurs venant du Nord. On trouvait également les Écuries Royales rue des Petites Écuries.
L'imposant arc de triomphe a été construit en 1672 pour délimiter la ville de ses faubourgs selon la volonté du ministre Colbert. L'architecte  François Blondel est chargé de sa construction en l'honneur de Louis XIV, victorieux lors de la guerre de Hollande face aux Provinces unies. Il est inspiré de l’arc de Titus à Rome. Le sculpteur Michel Anguier se charge des imposantes fresques relatant la victoire du Roi.
Au XVIIIe siècle, on construit des maisons de plaisance, des hôtels particuliers mais aussi des maisons de rapport dans ce quartier. Le 31 juillet 1790, il fut incorporé à la Commune de la Chapelle par l'Assemblée Nationale. La loi du 11 octobre 1795 fait du faubourg une partie à part entière de la municipalité lors de la création des 12 arrondissements.
Le faubourg devient au XIXe siècle un quartier de commerçants et d'artisans. Sous la poussée du Baron Haussmann, des promoteurs construisent dans ce quartier des immeubles de six ou sept étages.
Au XXe siècle, le quartier est populaire à l'image du Marais avant sa transformation. On pouvait y trouver artistes, étudiants et intermittents du spectacle aux moyens limités.

## Vie culturelle
En 2000, le quartier ne bénéficiait pas d'une réputation glorieuse. Il est vu comme un repère à junkie. Aujourd'hui le quartier est connu pour ses restaurants et ses bars branchés. L'établissement de cabarets et de music hall à la fin du XIXe siècle a ouvert une ambiance de fête qui se poursuit à notre époque puisqu'elle devient sous la poussée du bar Chez Jeannette la "rue de la soif" du Xe arrondissement. Des bars et des restaurants aux ambiances diverses ouvrent petit à petit dans la rue du Faubourg haut lieu de la vie parisienne,. On peut compter encore le restaurant Julien dont le bâtiment Art déco est classé aux monuments historiques. On peut se divertir au Brady apprécié par F. Truffaut.

## Personnalités
- Jack Vidal